# 나라티왓주
나라티왓주(태국어: นราธิวาส)는 태국 남부의 주(창왓)의 하나이다. 이웃한 주는 서쪽부터 시계 방향으로 얄라 주, 빠따니 주이다. 남쪽은 말레이시아의 켈란탄 주와 접하고 있다.

## 어원
나라티왓의 원래 이름은 말레이어로 '탑'을 의미하는 메나라(منارا)였다. 이것은 태국어로 방나라(บางนรา)로 바뀌었다. 1915년에 라마 6세에 의해 산스크리트어로 '현명한 사람들의 주거지'를 의미하는 나라티왓으로 바뀌었다.

## 지리
나라티왓 주는 말레이 반도의 타이만 기슭에 위치한다. 주요 강인 방나라는 나라티왓에서 타이 만으로 흘러 들어간다. 주에서 가장 인기있는 곳인 나라탓 해변이 강어귀 근처에 있다.
부도-수-응아이 빠디 국립공원이 산깔라키리 산맥내에 위치한다. 1974년에 설립된 공원의 면적은 294km2이고 이웃한 얄라 주, 빠따니 주까지 뻗어있다. 주요 볼거리는 빠초 폭포이다.

## 역사
역사적으로 나라티왓은 빠따니의 반독립적인 말레이 술탄국의 일부로서 수코타이 왕국과 아유타야 왕국에 공물을 바쳤다. 1767년에 아유타야가 멸망하면서 빠따니의 술탄국들은 완전한 독립을 얻었으나 라마 1세는 20년 후에 다시 이들을 태국 지배하에 두었다.
1909년에 태국과 영국 간에 맺어진 방콕 조약으로 나라티왓은 완전히 태국으로 통합되었다. 얄라와 함께 나라티왓은 몬톤 빠따니의 일부가 되었다. 2004년 이후에는 말레이족 분리주의 운동이 활발해졌다.

## 인구
나라티왓은 무슬림이 대다수인 태국의 4개 주의 하나이다. 82%가 무슬림이고 17.9%만이 불교도이다. 또한 80.4%가 빠따니말레이어를 제1언어로 사용하고 있다. 나라티왓의 말레이족은 민족적, 문화적으로 말레이시아 켈란탄 주의 말레이족과 매우 비슷하다.

## 행정 구역
주에는 13개의 암프(군)와 더 세부 행정구역인 77개의 땀본 그리고 551개의 무반 (행정 구역)이 있다.
| 1. 므앙나라티왓군 2. 딱바이군(말레이어: 타발) 3. 바쪼군(말레이어: 바촉) 4. 이응오군(말레이어: 즈링오) 5. 라응애군 6. 르소군 (말레이어: 루사) 7. 시사콘군 | 1. 왱군 2. 수키린군 3. 수응아이꼴록군 (말레이어: 숭아이 골록) 4. 수응아이빠디군 (말레이어: 숭아이 파디) 5. 짜내군 6. 쪼아이롱군 |